# Balloon
Balloon ist ein in Teilen knetanimierter Zeichentrick-Kurzfilm von Ken Lidster aus dem Jahr 1991.

## Handlung
In einer dunklen Welt tanzt ein Mädchen mit seinem roten Luftballon. Er ist sein Freund und besitzt menschliche Gefühle. Er sieht die Welt in Rot. Wenn das Mädchen vor lauter Pirouetten schwindlig zu fallen droht, stützt er es. Das Mädchen zaubert weiße Blumen um sich herum und ist glücklich. Es hat nicht bemerkt, dass ein Schatten versucht hat, den Ballon an sich zu nehmen, und der Ballon sich gewehrt hat. Der Schatten verwandelt sich in einen Clown und erscheint vor dem Mädchen. Erst zaubert er ein wenig und bietet dem Mädchen schließlich einen Lutscher im Tausch gegen den Ballon. Es lehnt ab und der Clown zeigt ihm schließlich eine Kugel, die mit Lichtreflexen einen ganzen Zirkus entstehen lassen kann. Das Mädchen tauscht den Luftballon gegen die Kugel und der Clown eilt triumphierend mit dem traurigen Ballon davon. Sobald der Clown verschwunden ist, wird die Kugel schwarz und das Mädchen erkennt, dass es betrogen worden ist.
Der Clown verlässt den schwarzen Untergrund und wechselt in eine weiße Welt. Hier befinden sich zahlreiche Apparaturen, mit denen Luftballons gefoltert werden. Sind sie fast tot, saugt der Clown, der nun wieder zum Schatten wird, sie aus und regeneriert sich so. Auch der rote Luftballon wird gefoltert, indem er an spitze Dornen geworfen wird. Sein lautes Klagen hört das Mädchen und eilt in die weiße Welt. Hier gelingt es ihm, die Folterinstrumente auszuschalten. Einigen Ballons gelingt die Flucht. Der Schatten, der nun wieder zum Clown geworden ist, fesselt das Mädchen und platziert es auf einem Folterinstrument. Er kann das Gerät zwar einschalten, doch haben zwei Ballons das Mädchen bereits in die Höhe getragen und so gerettet. Dem roten Ballon wiederum gelingt es, den Clown in eine seiner Maschinen zu schleudern, wo er am Ende wie ein Ballon zerplatzt. Das Mädchen will den roten Ballon stürmisch umarmen, doch weicht der zurück. Nach einer Weile reicht er dem Mädchen seinen Ballonfaden, den es ergreift. Die Welt wird wieder schwarz und Mädchen und Ballon tanzen gemeinsam, während sich um sie herum weiße Blumen bilden.

## Produktion
Balloon entstand als Abschlussfilm des Kanadiers Ken Lidster an der National Film and Television School bei London. Er mischt dabei Zeichentrick und Claymation. Die Geräusche des Mädchens sprach Belinda Crane ein und die des Schattens Eddie Osei.

## Auszeichnungen
Balloon gewann 1992 den BAFTA in der Kategorie Bester animierter Kurzfilm. Zudem war er für den Goldenen Hugo des Chicago International Film Festivals in der Kategorie Bester Kurzfilm nominiert.